# Rapto de la novia entre los mapuches

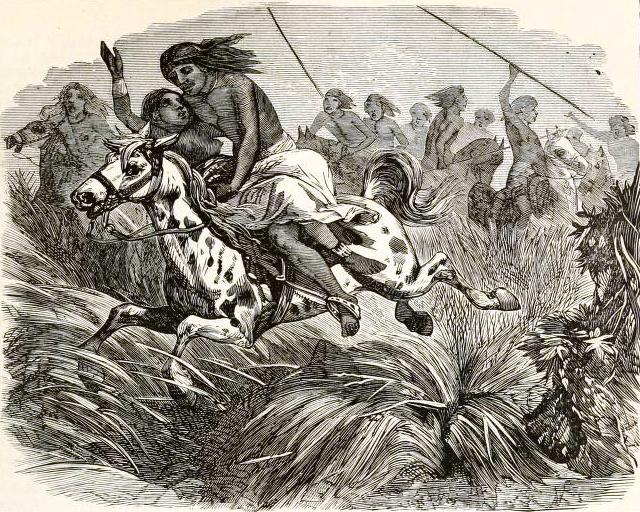
Rapto de la novia, circa 1870.

El rapto de la novia —en mapudungún, weñedomon [robar a una mujer]— es una forma de ceremonia de boda usada entre los mapuches hasta principios del siglo xx, el cual era comúnmente simulado. El novio en conjunto con sus amigos debía irrumpir en la casa de los suegros y sacar la novia a la fuerza. Al día siguiente se realizaba una fiesta de bodas con toda la familia.

## Matrimonio mapuche tradicional
Hasta el siglo XIX, el matrimonio mapuche podía adoptar diversas formas, una de las cuales era el rapto, real o simulado. Cabe mencionar que los mapuches vivían en distintas comunidades relativamente autónomas, lo que implicaba que tales comunidades podían establecer alianzas o eventualmente existir conflictos entre ellas. El matrimonio o mafun era una institución que formaba parte integral de las relaciones entre comunidades ya sea para la alianza y la paz o el conflicto:
"Se ha dicho que el matrimonio Mapuche se realiza mediante “un rapto violento”. La verdad es que no es tan así. Los antiguos Mapuche fueron grandes políticos y formaron grandes alianzas fundamentadas en el respeto recíproco y en la paz. La base de éstas alianzas, por regla general, la constituía la unión entre un hombre y una mujer, unión que implicaba la integración de familias y redes sociopolíticas a niveles muy extensos. Por esto es que la violencia no podía formar parte del mafún, dado que se rompía con la función socializadora del mafun.
La acción violenta mediante la cual un hombre se llevaba una mujer para disponer libremente de ella era el malón. El malón no implicaba una fiesta o reunión social, sino que implicaba una acción militar rápida con objetivos puntuales, generalmente económicos, que involucraban el rapto de mujeres, niños, destrucción de los medios de subsistencia enemigos, arreo de ganado entre otros, sin buscar herir o matar a los maridos, hermanos, padres, a menos que estos opongan resistencia. Bajo éste contexto los antiguos Mapuche raptaron muchas mujeres españolas, (siglos XVI-XVIII), chilenas y argentinas (siglo XIX), pero podríamos considerarlo dentro de un esquema de guerra y no necesariamente con una finalidad matrimonial dado que se comerciaba con las cautivas o se negociaba su rescate.
Hay dos maneras por las que se casaba la gente Mapuche antiguamente, una consistía en un rapto (simulado o real) y el otro era de manera consentida.
El rapto podía ser simulado cuando la mujer quería casarse con el hombre que la deseaba por mujer, existía un concierto previo entre ellos, con o sin la voluntad de los padres. En cambio el caso del rapto real tenía lugar cuándo a un hombre le gustaba una mujer, que quería por esposa, por lo que hablaba con un grupo de amigos para llegar de sorpresa a la casa de la mujer y tomarla por fuerza, aún sin su voluntad, pero sin causar daño a los padres, amigos o parientes que intervinieran en su defensa.
En ambos casos el novio debía compensar a los padres de la novia, quiénes se resignaban y aceptaban la compensación, ratificando la unión y aprobando el matrimonio. En algunas ocasiones las mujeres no se sometían a casarse con un hombre que no querían o no conocían por lo que huían a la casa de sus padres, quiénes la devolvían al marido. Entonces la mujer escapaba a los montes y pedía socorro secreto a algún cercano, pero finalmente igual era sorprendida por el marido. Que la mujer haya tenido previamente un hombre, del cual estaba enamorada, no tenía importancia puesto que la Ley Mapuche autorizaba este tipo de matrimonios. También hubo mujeres muy rebeldes con esta situación que no encontraron otra salida que ponerle término a su vida.
La otra forma de casarse era con consentimiento de la mujer y de los padres, las formalidades y ceremonias que se empleaban y emplean varían según el lugar donde se celebre el mafun.  Por ejemplo en Niágara, cerca de Temuko, desde el día en que la zomo (mujer) decide irse con su wentxu (hombre) empieza todo un protocolo, la familia del wentxu (hombre) es quien debe realizar la mediación con la familia de la zomo (mujer) a través de un werken (mensajero) que es quien  media. El cuanto y como se cobrará por la zomo lo ve el werken. Generalmente los animales son parte de la restitución, pero si la familia de la zomo es muy grande puede que se cobre más de un animal.
Acordado el valor de la restitución o pago (así le llaman hoy) la familia de la zomo recibe a sus Ngillanche (consuegros) con invitados y mucha comida. La familia de la zomo tiene a una persona que se llama Llouzugun quien recibirá la conversa y el pago, mientras que dentro de la familia del wentxu se realiza el kompantu.
El hombre pasa a ser el külngen (novio) el pide que su familia lo acompañe a llevar su pago, quiénes preparan el Ngillanzugu que son dos personas que interceden y conversan con el llouzugun que recibe la dicha conversación y el pago, todo esto se da en un contexto formal donde ambas familias se tratan con mucho respeto.
Se comparte mucho y ambas familias atienden los futakeche (mayores) que conversan, porque es importante apoyar al nuevo kürewen. La Ngapiñ (novia) recibe regalos de parte de su familia, al külngen se le atiende con mucha comida también, luego el külngen se retira junto a sus kompantu a su familia para compartir el yael (comida) recibido junto a su familia en su ruka.
Los Ngillanzugun y Llouzugun fijan la fecha de la primera visita de la ngapiñ a su familia que por lo general se realiza a la semana de haber realizado el mafun. Cuando ya ha pasado un tiempo se realiza el küllüntun que es la primera visita que los padres de la zomo realizan, en la cual ellos llevan todo tipo de regalo sean estos animales, trigo o todo tipo de cereales."

## Matrimonio mapuche moderno
El pueblo mapuche mantuvo su independencia política y cultural en La Araucanía y la Patagonia hasta mediados del siglo xix. Entre sus tradiciones estaba realizar el matrimonio con un previo rapto simulado, aunque es posible que no siempre se hiciera con acuerdo. El novio y el padre de la novia acordaban un pago por la novia y la fecha de la fiesta. 

### El rapto
El novio debía preparar el lugar del tálamo nupcial y con un grupo de amigos —obviamente de preferencia jóvenes y ágiles— debían irrumpir a cierta hora en la casa de la novia. Los familiares varones que sabían la situación, siempre aparentaban estar «distraídos» en otra actividad y la novia estaba sola con mujeres amigas y familiares. Estas debía armar griterío y alboroto como parte de la ceremonia y defender a la novia de los secuestradores.

### La persecución
Tras la retirada de los raptores con la novia, los familiares salían en persecución simulada de estos permitiéndoles la fuga. Tras llegar al lugar acordado los novios celebraban su noche de bodas, mientras los amigos supuestamente «vigilaban» y «protegían».

### La boda
Al día siguiente el novio, la novia y sus amigos se reunían a la fiesta que se organizaba en la casa de la novia «sin mencionar lo acontecido»  se realizaban los pagos de dotes que debía cancelar el novio por la pérdida del patrimonio que representaba la marcha de la hija al padre. La norma era que la novia se fuera a la casa de la familia del novio y se consideraba parte de esa familia.

## Relación con el matrimonio occidental
El rapto de mujeres es común en la mitologías antiguas (Ej. rapto de Europa, rapto de Helena, rapto de las sabinas, rapto de las hijas de Leucipo, y en la Biblia), probablemente era la forma usual del que derivó el matrimonio.[cita requerida]
Actualmente el matrimonio occidental mantiene un vestigio simbólico del rapto, limitado al momento que el novio toma en brazos a la novia para cruzar la puerta del tálamo nupcial.